# Atefe Asadi
Atefe Asadi (nacida en abril de 1994 en Teherán, Irán) es una poeta, escritora, traductora, editora y letrista iraní contemporánea. Fue galardonada con la Beca Hannah Arendt en 2022 y desde entonces reside en Alemania.

## Infancia y educación
Atefe Asadi nació en Teherán. Obtuvo una licenciatura en Traducción de Inglés. En 2022 emigró a Alemania y actualmente reside en Hanóver.

## Carrera literaria
Asadi colaboró con diversas revistas literarias y sitios web en Irán, como "Sayeh-ha", "Konsefr", "Ketabchi" y "Morva". Sin embargo, el Ministerio de Cultura y Orientación Islámica de Irán prohibió sus tres colecciones de cuentos.
Sus obras abordan temas como los derechos de las mujeres, las minorías, la migración, la discriminación y la libertad. Han sido traducidas a varios idiomas y publicadas en países como Alemania e Italia. Asadi participa regularmente en talleres y conferencias sobre "literatura en el exilio".

## Activismo social y político
Asadi enfrentó serios problemas en Irán debido a la censura de sus obras y su participación en protestas. Fue arrestada por distribuir clandestinamente textos prohibidos.
En el exilio, se ha convertido en una crítica abierta del régimen iraní, defendiendo el movimiento "Mujer, vida, libertad" y pidiendo que el Cuerpo de la Guardia Revolucionaria Islámica (CGRI) sea designado como organización terrorista.
Numerosos artículos de Atefe Asadi sobre literatura, arte y la situación política en Irán han sido publicados en revistas europeas. Uno de sus ensayos, titulado «Nosotros, el pueblo iraní, siempre hemos estado solos», fue publicado durante la guerra Irán-Israel en el diario Frankfurter Allgemeine Zeitung. Ante el gran interés de los lectores, fue traducido al inglés y al francés, y listado entre los artículos destacados en plataformas como Perlentaucher y Deutschlandfunk Kultur.

## Aportaciones artísticas
Asadi colaboró en el monumento "Mujer, vida, libertad", creado por el escultor alemán Krommel. También participa en eventos literarios, incluidos talleres y lecturas escolares en Alemania.